# Miryam Monsalve Benavides
Miryam Monsalve Benavides (1955 ) es una bióloga, botánica, ilustradora y profesora colombiana. Desarrolla actividades académicas e investigativas en el Departamento de Biología, de la Universidad del Valle.
En 1976, obtuvo la licenciatura en Biología por la Universidad Nacional de Colombia, Sede Bogotá.

## Algunas publicaciones
- maría isabel salazar Ramírez, miryam monsalve Benavides, diego miguel garcés Guerrero. 2000. "Selvas inundables del departamento del Valle del Cauca, Colombia. Colección Ecosistemas estratégicos del Departamento del Valle del Cauca. Editor Corporación Autónoma Regional del Valle del Cauca. 68 pp.

- -----------------------------, -----------------------. 2000. The Coastal Rain Forest of Colombia's Cauca Valley Department. Collection of strategic ecosystems of the Department of the Cauca Valley. Editor Corporación Autónoma Regional del Valle del Cauca. 68 pp. ISBN 9589663745, ISBN 9789589663745

- miryam monsalve Benavides, maria isabel salazar Ramírez. 2000. Páramos del Departamento del Valle del Cauca, Colombia. Colección Ecosistemas estratégicos del Departamento del Valle del Cauca. Edición ilustrada de CVC, Corporación Autónoma Regional del Valle del Cauca. 60 pp. ISBN 9589663702, 9789589663707

- charlotte m. Taylor, miryam monsalve Benavides. 1997. Una Especie Nueva y Descripciones Ampliadas de Dos Especies Poco Conocidas en Rubiaceae de la Región Fitogeográfica del Chocó de Colombia y Ecuador. Novon 7 ( 2): 201-207 resumen en línea

### Libros
- luz amparo Triana-Moreno. 2009. El género Pecluma (Polypodiaceae) en Colombia: aproximación filogenética y revisión taxonómica. Editor Univ. Nacional de Colombia, Sede Bogotá, 292 pp. 2009

## Honores

### Eponimia
- (Araceae) Philodendron monsalveae Croat & D.C.Bay[4]

- (Araceae) Rhodospatha monsalveae Croat & D.C.Bay[5]

- (Linaceae) Roucheria monsalveae A.H.Gentry[6]

- (Myrsinaceae) Ardisia monsalveae Pipoly[7]

- (Rubiaceae) Faramea monsalveae C.M.Taylor[8]

- La abreviatura «Monsalve» se emplea para indicar a Miryam Monsalve Benavides como autoridad en la descripción y clasificación científica de los vegetales.[9]